# NGC 5523
NGC 5523 é uma galáxia espiral (Sc) localizada na direcção da constelação de Boötes. Possui uma declinação de +25° 19' 06" e uma ascensão recta de 14 horas, 14 minutos e 51,4 segundos.
A galáxia NGC 5523 foi descoberta em 19 de Maio de 1784 por William Herschel.